# Eva-Britt Svensson

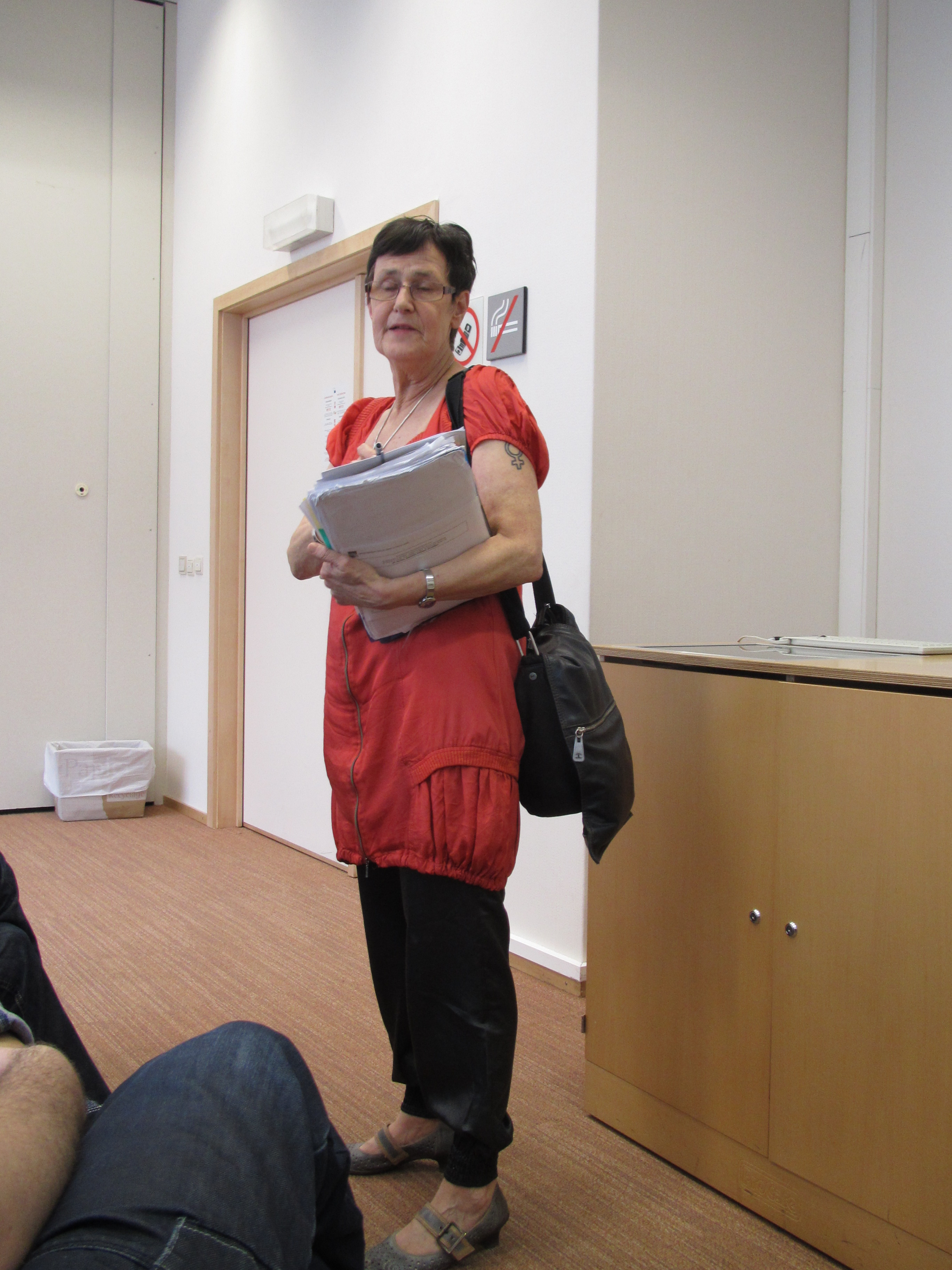
Eva-Britt Svensson

Eva-Britt Siv Margareta Svensson (* 5. Dezember 1946 in Värnamo, Småland) ist eine schwedische Politikerin der linksgerichteten Vänsterpartiet und war zwischen 2004 und 2011 Mitglied des Europäischen Parlaments.

## Leben
Svensson wurde 1992 Vorsitzende der europaskeptischen Organisation Nej till EU („Nein zur EU“), die den 1995 erfolgten Beitritt Schwedens zur Europäischen Union zu verhindern versuchte. Sie verblieb bis 2001 an der Vereinsspitze, danach wurde sie stellvertretende Vorsitzende. Ab 1995 nahm sie verschiedene Ämter in der Vänsterpartiet ein, in der sie 2000 Mitglied des Parteivorstands wurde. Im selben Jahr wurde sie auch Mitglied des Verbandsvorstands der schwedischen Mietervereinigung.
Bei der Europawahl 2004 wurde sie erstmals ins Europäische Parlament gewählt, wo sie bis 2009 stellvertretende Vorsitzende der Fraktion der Vereinten Europäischen Linken/Nordischen Grünen Linken (GUE/NGL) war. Bei der Europawahl 2009 gewann sie erneut ein Mandat und wurde daraufhin zur Vorsitzenden im Ausschuss für die Rechte der Frau und die Gleichstellung der Geschlechter gewählt. Im September 2011 verzichtete Svensson auf ihren Abgeordnetensitz, der von Mikael Gustafsson übernommen wurde.